# Show Me How to Live (álbum)
Show Me How To Live es el undécimo álbum en estudio de Royal Hunt. Este disco marca el regreso a la banda (después de 13 años) del vocalista DC Cooper, además de ser la vuelta al "sonido clásico de Royal Hunt" según miembros de la banda.

## Temas del disco
1. "One More Day" - 6:12
2. "Another Man Down" - 5:13
3. "An Empty Shell" - 4:32
4. "Hard Rain's Coming" - 5:12
5. "Half Past Loneliness" - 5:36
6. "Show Me How to Live" - 10:03
7. "Angel's Gone" - 5:12

## Integrantes
- DC Cooper - voz
- André Andersen - teclados
- Jonas Larsen - guitarra
- Andreas Passmark - bajo
- Allan Sørensen - batería

## Coros
- Kenny Lubcke
- Maria McTurk
- Alexandra Popova
- Michelle Raitzin

## Producción
- Mezclado en RoastingHouse Studios en Malmö, Suecia
- Grabado en NorthPoint Studios, Dinamarca
- Masterizado por Jan Eliasson en AudioPlanet en Copenhague, Dinamarca
- Arte de carátula hecho por Kai Brockschmidt